# SHOW ME THE WAY
『SHOW ME THE WAY』（ショウ・ミー・ザ・ウェイ）は、BLIZARDのスタジオ・アルバム。
本項では、アルバムと同日に発売された同タイトルのシングルについても触れる。

## シングル

### 解説
事実上のラストシングルで同タイトルのアルバムと同時発売。プロモーションビデオは全員スーツ姿、場所は渋谷公会堂で撮影され、テレビの音楽番組で流されたのみで市販はされていない。

### 収録曲
1. SHOW ME THE WAY
作詞・作曲・編曲：松川敏也
2. Money Money
作詞：下村成二郎　作曲・編曲：松川敏也

## アルバム
1988年4月30日に発売された、6作目のスタジオ・アルバム。

### 解説
11曲中3曲は栗林誠一郎による作曲で収録曲の「OVER HEAT」は後に、栗林が湯川れい子作詞による「The Grapes of Wrath」というタイトルでセルフカバー。下村成二郎在籍ラストのアルバム。前作のアルバム「BLIZARD」に続き、稲葉浩志が全曲のコーラスで参加。

### 収録曲
1. OVER HEAT
2. Money Money
「SHOW ME THE WAY」のB面曲。
3. SHOW ME THE WAY
4. ONLY YOU
5. I'M ALONE
6. HEARTS ON FIRE
7. Rock the Nation
8. Empty Days (ZARD「愛は暗闇の中で」原曲)
9. Daylight dreamer
10. Heartache tonight
11. MARY

作詞:星野今日子(1,5,8,9)、下村成二郎(2,7,11)、松川敏也(3,4,6,10)
作曲:栗林誠一郎(1,5,8)、松川敏也(2〜4,6,7,9〜11)